# Dorothea Schürch

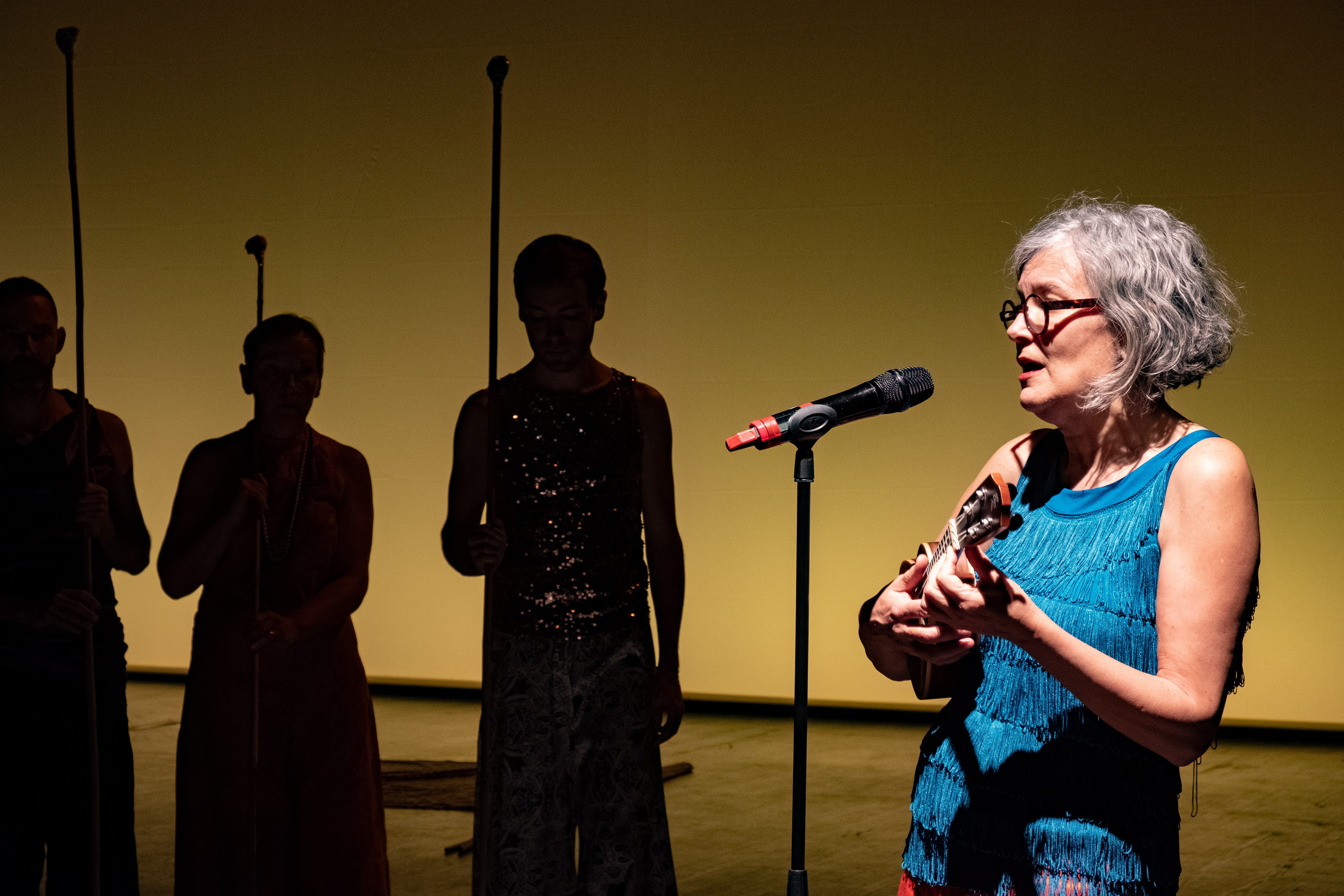
Dorothea Schürch während der Show «Let's sing Arbeiterin*» von Les Reines Prochaines und Freundinnen*, 2019

Dorothea Schürch (* 1960 in Aarberg) ist eine Schweizer Performerin, Sängerin und Komponistin.

## Ausbildung und Forschung
Dorothea Schürch studierte von 1981 bis 1985 an der Hochschule für Gestaltung und Kunst Zürich, 2011 machte sie den Master of Arts Contemporary Arts Practice an der Hochschule der Künste in Bern und 2012 den Master of Arts in Research on the Arts Universität Bern. Sie promovierte am Institut für Musikwissenschaft der Universität Bern mit dem Forschungsprojekt Audioscoring & Leere Stimmen – Praxisorientierte Stimmforschung zu lettristischen und ultra-lettristischen Stimmexperimenten. Ihre Performances finden auch im Kunstkontext und im öffentlichen Raum statt.

## Arbeitsweise
Kollaborationen in wechselnden Formationen sind der Kern ihres musikalischen Wirkens. Die flüssigen Strukturen und die emanzipatorischen und anarchistischen Ansätze im Netz der freien Experimentalmusik der 60er und 70er Jahre begeisterten sie. Sie begann mit ihrer Stimme zu experimentieren und Geräuschaspekte und stimmphysiologische Phänomene in den Mittelpunkt zu stellen. Sie erweiterte ihre Mittel mit dem situativen Einsatz des Körpers mit dem Instrument singende Säge. Sie benutzt Räume, den öffentlichen Raum, zum Beispiel auch das öffentliche Kanalnetz der Stadt als Klangkörper und den Körper als Erzählung. Seit 2014 kuratiert sie mit Andrea Saemann die Plattform für Texte über Performancekunst ApresPerf.

## Ehrungen und Auszeichnungen
Schürch erhielt ein Stipendium des Migros Genossenschafts-Bundes und 1998 ein Arbeitsstipendium auf Schloss Solitude Stuttgart sowie 2001 das Werkjahr der Stadt Zürich. 2012 gewann sie den Schweizer Performance Preis und 2019 erneut dort den Publikumspreis mit dem Manifesto Reflex Collective, mit Monika Dillier, Iris Ganz, Sibylle Hauert, Lysann König, Fränzi Madörin, Muda Mathis, Dorothea Mildenberger, Sarah Elena Müller, Barbara Naegelin, Chris Regn, Andrea Saemann, Sus Zwick. 2022 wurde ihr der Basler Kulturpreis für die kollektive Arbeit mit Les Reines Prochaines and Friends*, das sind Fränzi Madörin, Muda Mathis und Sus Zwick, Chris Regn, Marcel Schwald, Sibylle Aeberli, Sibylle Hauert, David Kerman, Lukas Acton, Dorothea Schürch, Chris Hunter und Michèle Fuchs verliehen.

## Kollaborationen in der Experimentalmusik
In den 1980er Jahren war sie in der Zürcher Werkstatt für Improvisierte Musik aktiv und arbeitete unter anderem mit Hannah E Hänni, Peter K. Frey und in den Formationen Kwatz mit Alfred Zimmerlin, John Butcher, Roger Turner, Claudia Ulla Binder und im Quartett Lohn der Angst mit Stephan Wittwer, Werner Lüdi, Paul Lovens. Zusammen mit Brigitte Schär und Magda Vogel bildete sie das avantgardistische A-cappella-Trio Eisgesänge, das von 1989 bis 1993 bestand. 1997 gründete sie mit Ben Jeger und Christoph Gantert das Trio Chanteurs à Voix.
Zusammen mit Daniel Mouthon leitete sie das Swiss Improvisers Orchestra. Sie spielte in Markus Eichenbergers Domino Orchestra, in Georg Gräwes Grubenklangorchester und im King Übü Orchestrü von Wolfgang Fuchs mit John Butcher, Radu Malfatti, Phil Wachsmann und Paul Lytton. Von 2010 bis 2011 nahm sie an verschiedenen Conductings von Butch Morris teil. Sie war Mitglied von 6ix und ist derzeit bei der Grossformation 6ix+one mit Jacques Demierre, Urs Leimgruber, Okkyung Lee, Charlotte Hug, Isabelle Dutoit, Hannah Marshall, Roger Turner, Thomas Lehn, Thierry Simonot und Rudy Decelière, sowie dem Insubmeta Orchestra unter der Leitung von Cyril Bondi und d’incice und dem joyful noise orchestra unter der Leitung von Hans Koch und Martin Schütz.
Ihre Arbeit als Improvisatorin brachte sie mit Maggie Nicols, Phil Minton, Veryan Weston so in Makhno, mit Thomas Lehn, Paul Lytton, Lauren Newton, Irène Schweizer, Han Bennink, Zeena Parkins, John Russell, Phil Wachsmann zusammen, wie auch mit Andrew Cyrille, Fred Hopkins, Diedre Murray, Jeanne Lee, William Parker, Fredy Studer.
Schürch interpretierte auch Werke von John Cage, Alvin Lucier und Dieter Schnebel, sowie Christian Marclays Manga Scroll und war an zahlreichen Uraufführungen zeitgenössischen Musiktheaters beteiligt, so des Komponisten und Performers Daniel Mouthon unter andern bei L‘Empire des Choses, Air à l’enverre, an Jacques Demierres Des Indes à la Planète Mars mit Vincent Barras und Heterotopia mit Brandon LaBelle, sowie an Jörg Köppls beat-me-mich mit Tim Zulauf und dem Ensemble Metanoia. Anlässlich des Schweizerischen Tonkünstlerfests 2007 in Zürich entwickelte sie zusammen mit der Bildenden Künstlerin Cornelia Cottiati und Jörg Köppl eine Soundinstallation für das öffentliche Kanalnetz der Stadt als Klangkörper (Organ II).

## Arbeit im Theater und in der Performance
Mit dem Theater verbindet sie eine langjährige Zusammenarbeit mit der Regisseurin Maya Bösch, so in Labo d’enfer, Dante Inferno, Drames de Princesses. 2008 war sie an den Aufführungen von Elfriede Jelineks Bambiland08 in der Regie von Claudia Bosse beteiligt die 2008 den Nestroy-Preis als beste off Production erhielt.
Zu Beginn ihrer Karriere als Performance-Art-Künstlerin zeigte sie 1998 im Rahmen der von Monica Klingler kuratierten Performancetage im Seedamm-Kulturzentrum Pfäffikon ihre erste Stimm-Performance. In den folgenden Jahren sind zahlreiche Kollaborationen entstanden: mit Monica Klingler 1992 die Performance femmes accroupiées, mit Norbert Klassen für den Performance Index in Basel eine gemeinsame Performance, mit Salome Schneebeli 1998 und 99 Dog BreathVariations, mit Alexander Frangenheim concepts of doing, mit Daniel Mouthon Bruce&Naumen 1997 am Festival de la Bâtie, im Jahr 2001 Laufen in Laufen, Regina Baumgart in 2002 oemel & süssholz  und 2009 expected overlaps  und mit Marianne Schuppe 1996Tarnung für das Festival Neue Musik Rümlingen, im gleichen Jahr 2x127 Eintragungen für Schweizerisches Tonkünstlerfest und im Jahr 2000 Notizen. 2014 entstand die Gottlieber Revue, eine performative Revue für ein Hotel an der Grenze der Schweiz zu Deutschland in Gottlieben. Das war der Beginn der Zusammenarbeit mit Les Reines Prochaines und 2019 entstand die Bühnenproduktion Let's sing Arbeiterin* und 2020 die Revue Alte Tiere hochgestapelt, als Les Reines Prochaines and friends* mit Lucas Acton, Sibylle Aeberli, Michèle Fuchs, Sibylle Hauert, Chris Hunter, David Kerman, Chris Regn, Marcel Schwaldr auf der Opernbühne am Theater Basel.

## Performances
- 2004 Prärie, Festival „Der längste Tag“, Zürich kuratiert von Dorothea Rust und Peter Emch
- 2009–2014 sing-think I-III Stimm-Performances als Artiste in Residence des Theater Grü Genf, sing-think IV BONE14 Bern, Fabriktheater Zürich. 2012 gewinnt sing-think VII den Performancepreis Schweiz.
- 2012: red thread, Performance, beim Festival lo que lleva el viento II, mit Dorothea Schürch, Carmen Blanco Principal, Katrin Grögel, lo que lleva el viento II, Arrecife, Lanzarote/E
- 2014 fünf Turbinen, Performance Art Giswil, kuratiert von Andrea Saemann
- 2014 Nancy`s Capacity’s in Zusammenarbeit mit Thierry Simonot, JETER SON CORPS DANS LA BATAILLE Performance Art Festival Genf kuratiert von Maya Bösch
- 2014: Gottlieber Revue, mit Evi, Nic & C. Chris Regn, Evi Wiemer, Karin Kröll, Katharina Friese, Muda Mathis, Sus Zwick, Michèle Fuchs, Fränzi Madörin, Sibylle Hauert, David Kerman, Dorothea Schürch, Bärbel Schwarz, Bena Zemp, Martin Chramosta, Franziska Welti, Christoph Oertli, Andrea Saemann[28]
- 2015: ApresPerf.ch, performative Projektpräsentation mit Dorothea Schürch bei «die Sprache möchte sprechen», Act, HGK FHNW Basel
- 2016: Forschungsfenster Leere Stimmen, Kaskadenkondensator Basel
- 2016: Forschungsfenster Dorothea Schürch zu Gil J Wolmans. «L’Anticoncept», Neues Kino und Kaskadenkondensator Basel
- 2017: Forschungsfenster Membran, Kaskadenkondensator Basel
- 2018: Living Archive: Audioscoring, dreiteilige Lecture-Performance Serie in der ‹République Géniale›, Kunstmuseum Bern[29]
- 2018: die grosse Um_ordnung, initiiert von Sabian Baumann und realisiert in Zusammenarbeit mit Rahel El-Maawi, Tim Zulauf und Diana Bärmann, Helvetiaplatz, Theaterhaus Gessnerallee
- 2019: Let’s sing Arbeiterin*, Les Reines Prochaines, Lucas Acton, Sibylle Aeberli, Michèle Fuchs, Sibylle Hauert, Chris Hunter, David Kerman, Chris Regn, Marcel Schwald, Dorothea Schürch, Kaserne Basel, Theater Gessnerallee Zürich, Tojo Theater Bern
- 2019: Übergabe Werkzeichnis, Forschungsfenster Wunderblöcke mit Andrea Saemann, Kaskadenkondensator Basel, Schweiz
- 2019: shift the manifesto, mit Manifesto Reflex Collective, Performancepreis Schweiz, Aarau
- 2020: Timopano fureur tympanique, lecture-performance, Théâtre du Galpon, Genf
- 2020: Alte Tiere hochgestapelt,[30][31][32] Les Reines Prochaines and friends, Lucas Acton, Sibylle Aeberli, Michèle Fuchs, Sibylle Hauert, Chris Hunter, David Kerman, Chris Regn, Marcel Schwald, Dorothea Schürch, Oper[33], Theater Basel[34]
- 2021: Leere Stimmen, Lecture Performance im Rahmen von music-go-round, das neue musik netzwerk, pakt bern
- 2021: ohne Titel (Tribute), Progr Performance Plattform PPP, Bern
- 2021: ohne Titel (auf dem Berg der See), Performance-Festival, Giswil, Turbinenhalle, Giswil
- 2022: Bang Bang – translokale Performancegeschichten, Direktübertragung, Museum Tinguely in Basel[35]

- 2023: Performance Festival, The world is more complicated than our truths about it, Mazovian Museum Płocku, Polen[36]
- 2024: aus dem, was sich so zuträgt nach Elke Erb: Es setzt auf mich, [ort] Raum für Performance, Emmenbrücke[37]

## Diskographische Hinweise
- Interni Pensieri (mit Michel Seigner, Ernst Thoma; Intakt)
- Oscura Luminosa: in full armour (mit Robert Dick, Petja Kaufman, Conrad Steinmann, Alfred Zimmerlin; Unit Records)
- Chanteurs à Voix: Navy Cut
- Conduction #70, Laurence D. Butch Morris, FOR 4 EARS 1996
- screen 1–13, Dorothea Schürch voice, saw, Urs Leimgruber saxophone, Zeena Parkins harp, electro harp, Alexander Frangenheim doublebass, Otomo Yoshihide turn table, cd player, guitar, Roger Turner percussion, Lauren Newton voice, Concepts Of Doing 1999
- VARIO-44 mit John Butcher tenor-, sopransaxophone, Roger Turner percussion, John Russell guitar, Thomas Lehn analogsythesizer, Dorothea Schürch voice, Günter Christmann cello, edition explico 2007
- almost even further, 6ix, Leo Records 2012
- Archive #3, Insubmeta Orchestra, INSUB.records 2015
- Als alle Vögel sangen mein Sehnen und Verlangen, IMO, INSUB.records 2019
- Achilles, Socrates, Diotima (The Poem of Names, No.2), IMO, INSUB.records 2019
- Let's sing Arbeiterin*! (CD), 2021